# Muratsi
Muratsi (Duits: Murratz) is een plaats in de Estlandse gemeente Saaremaa, provincie Saaremaa. De plaats heeft de status van dorp (Estisch: küla) en telt 282 inwoners (2021).
Tot in december 2014 behoorde Muratsi tot de gemeente Kaarma, tot in oktober 2017 tot de gemeente Lääne-Saare en sindsdien tot de fusiegemeente Saaremaa.
Muratsi ligt aan de zuidkust van het eiland Saaremaa, op 5 km afstand van Kuressaare, de hoofdstad van het eiland. Het onbewoonde eiland Väike-Tulpe behoort tot het grondgebied van Muratsi. De plaats heeft een kleine haven.

## Geschiedenis
Muratsi werd voor het eerst genoemd in 1560 onder de naam Murras. In de 17e eeuw werd een landgoed Muratsi gesticht.
Het landgoed behoorde achtereenvolgens toe aan enkele Baltisch-Duitse families, onder wie von Güldenstubbe en von Buxhoeveden. In de vroege 19e eeuw liet de familie von Güldenstubbe een landhuis neerzetten.
De laatste eigenaar van het landgoed, Arthur von Buxhoeveden, mocht als een van de weinige Baltisch-Duitse landheren na 1919, toen Estland onafhankelijk was geworden, zijn landgoed houden. Deze gunst werd verleend wegens zijn verdiensten tijdens de Estische Onafhankelijkheidsoorlog, waar hij aan Estische zijde meevocht. Hij gebruikte het landgoed als paardenfokkerij. In 1939 moest hij als gevolg van het Molotov-Ribbentroppact naar Duitsland vertrekken.
Na zijn vertrek nam het Rode Leger het landhuis in bezit. In 1960 gaf het Rode Leger het gebouw op. In de jaren daarna werd het door de omwonenden gekannibaliseerd en verviel het tot een ruïne.

## Foto's

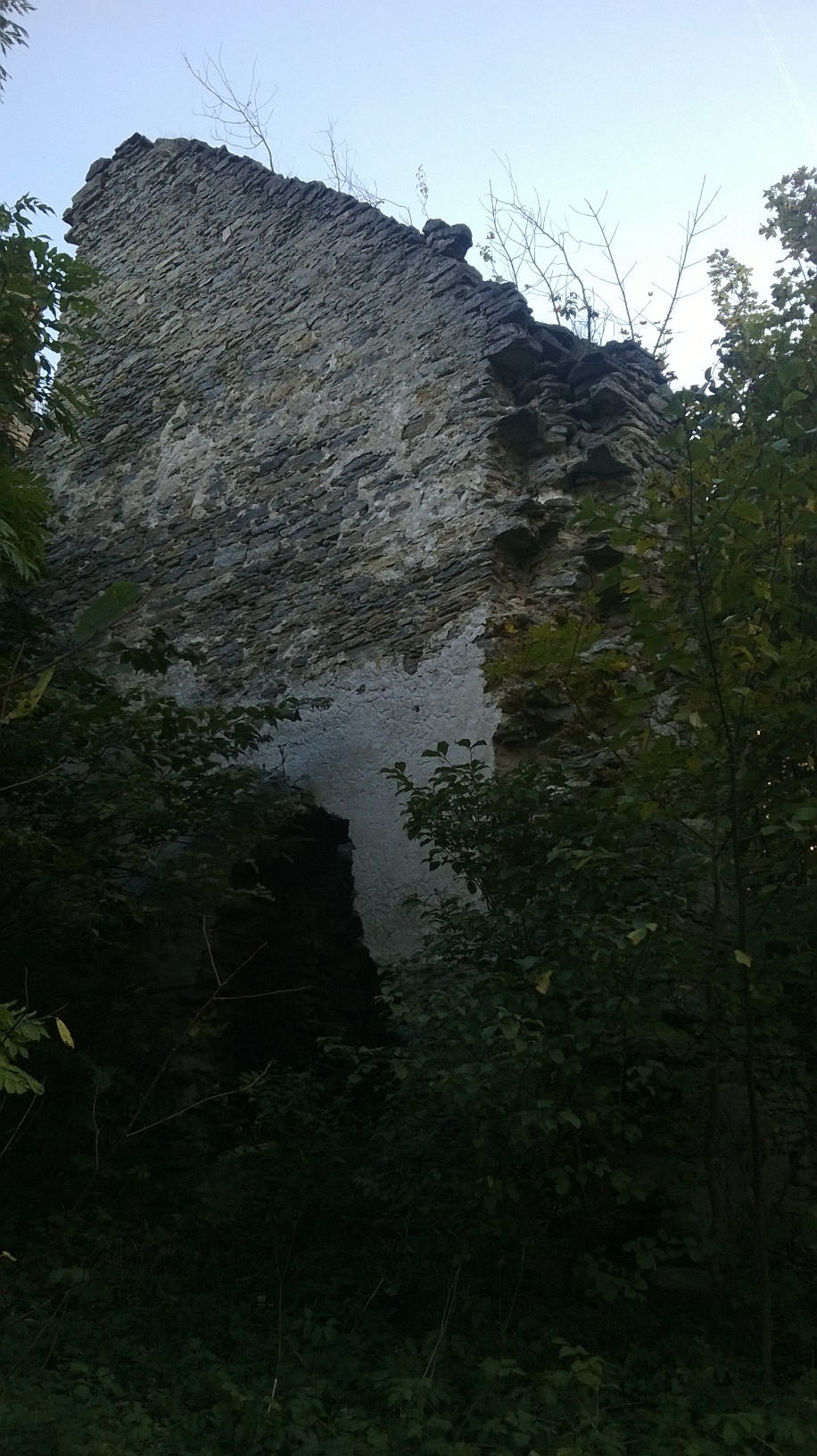
Restant van het landhuis
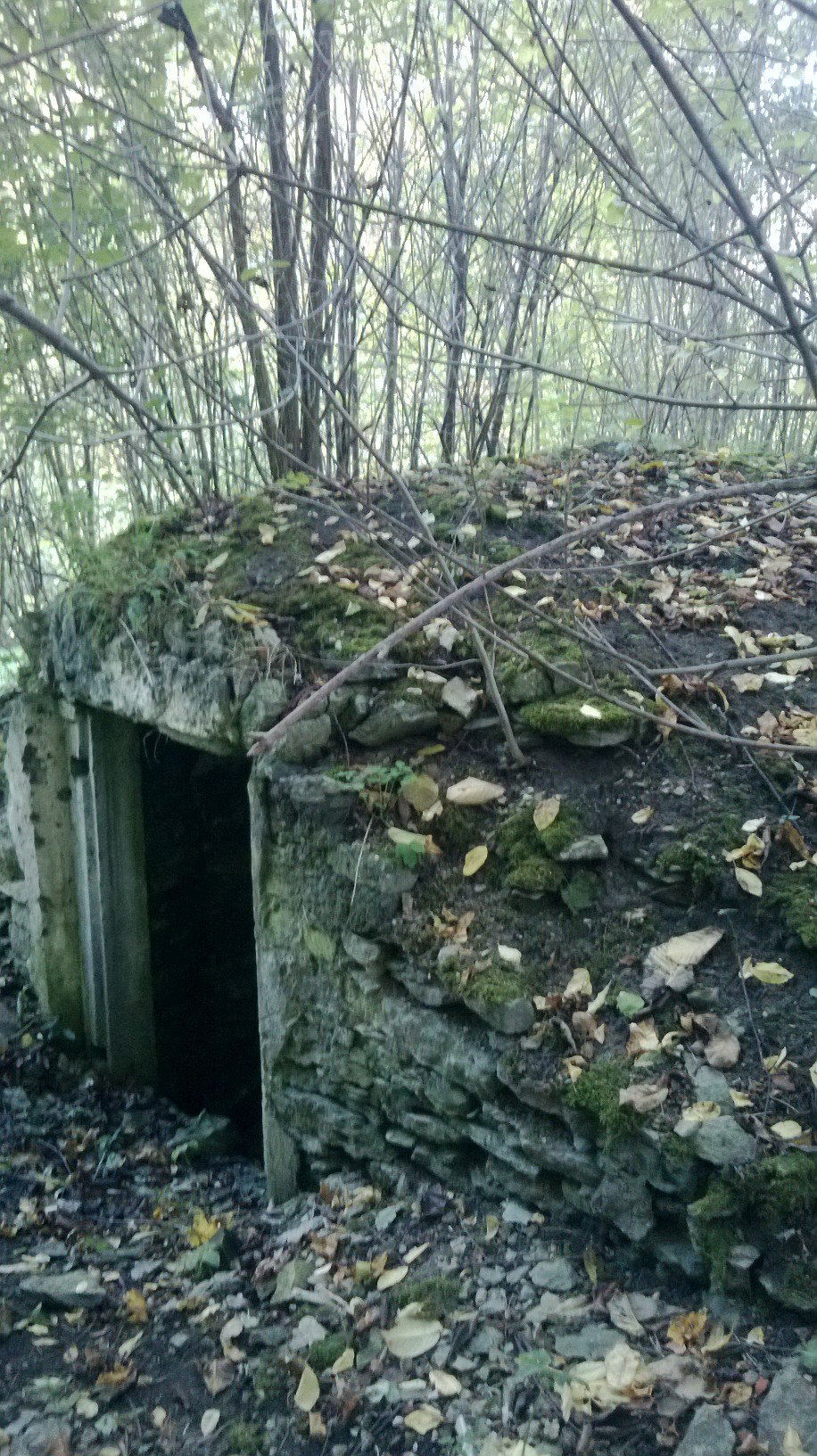
Restant van het landhuis
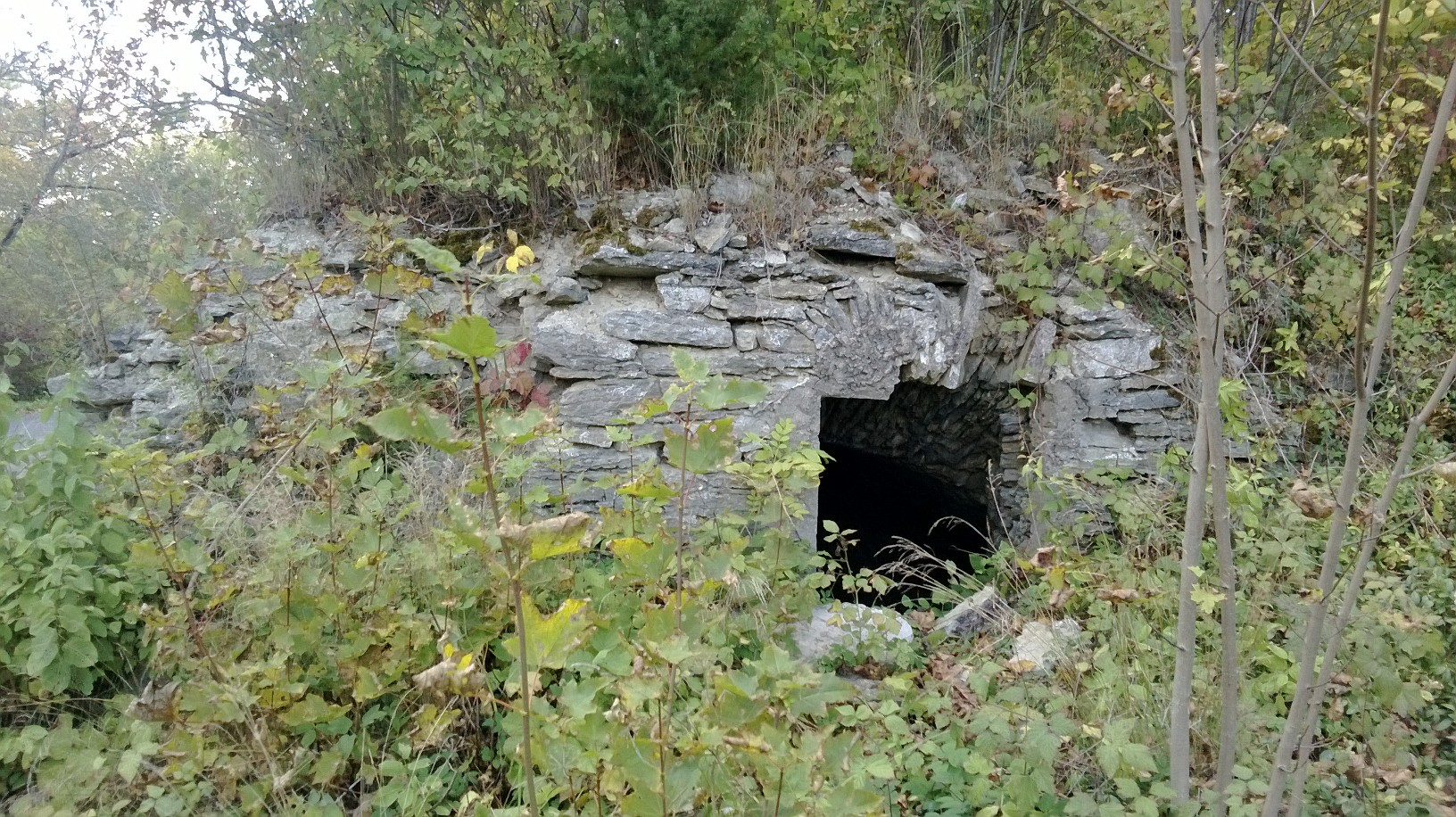
Restant van het landhuis